# Rabenkopf (Bayerische Voralpen)
Der Rabenkopf ist ein 1555 m ü. NHN hoher Berg in den Bayerischen Voralpen zwischen Benediktenwand und Jochberg.
Der Aufstieg erfolgt von Jachenau, Kochel oder dem Kocheler Ortsteil Ort. Es handelt sich um eine einfache Wanderung, lediglich von Norden gibt es eine kurze seilversicherte Steilstufe. Der Übergang zum Jochberg und weiter zum Kesselberg oder zur Benediktenwand oder zur Tutzinger Hütte ist möglich.
Am Aufstieg von Jachenau und Kochel liegt südlich, 200 Höhenmeter unterhalb des Gipfels die Staffelalm, wo Franz Marc zwischen 1904 und 1908 mehrere Sommer verbrachte und im Hütteninneren neben der Bemalung des Herdes (heute nicht mehr existent) auch zwei Fresken hinterließ.

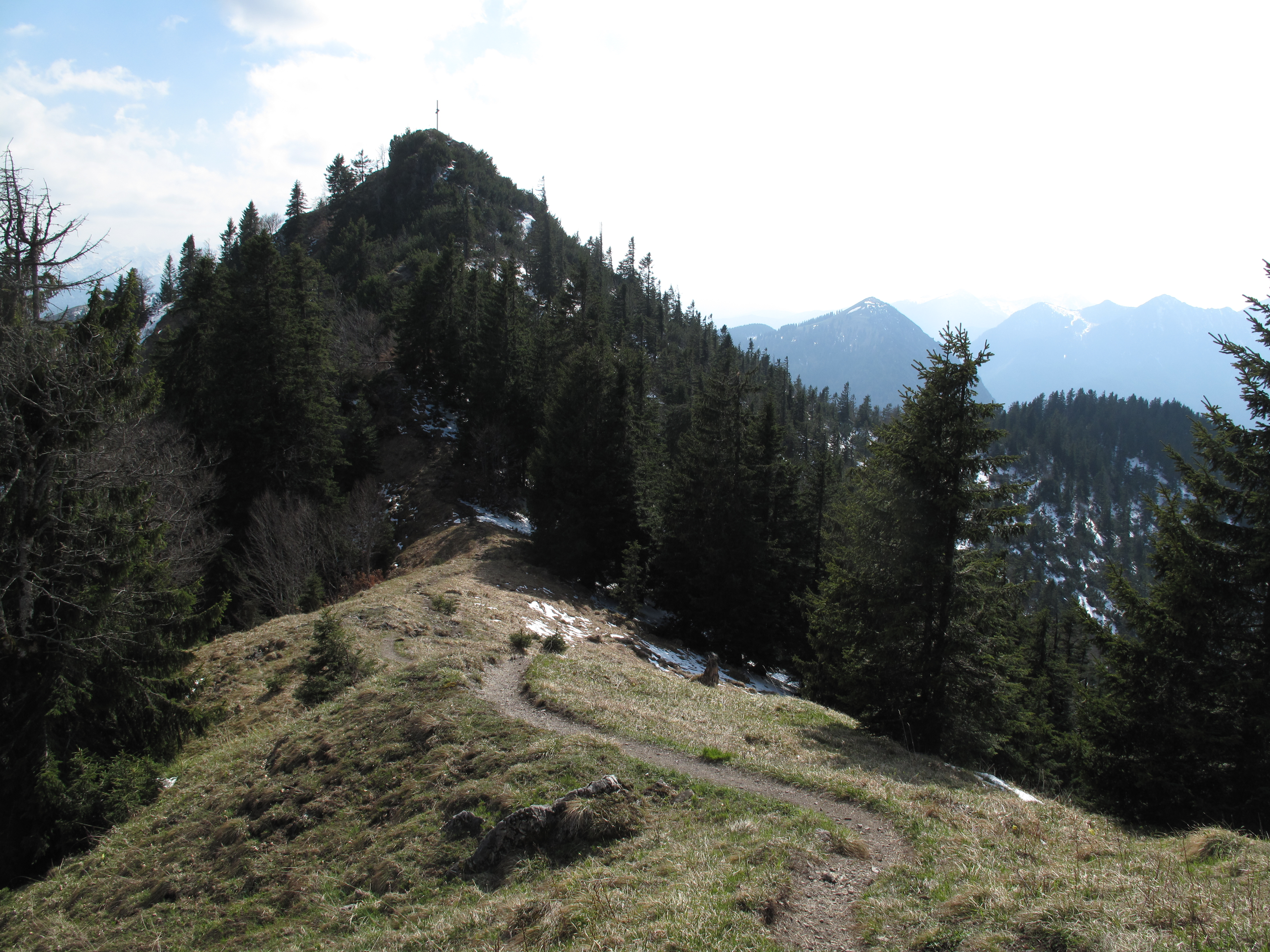
Gipfel des Rabenkopfs von Norden
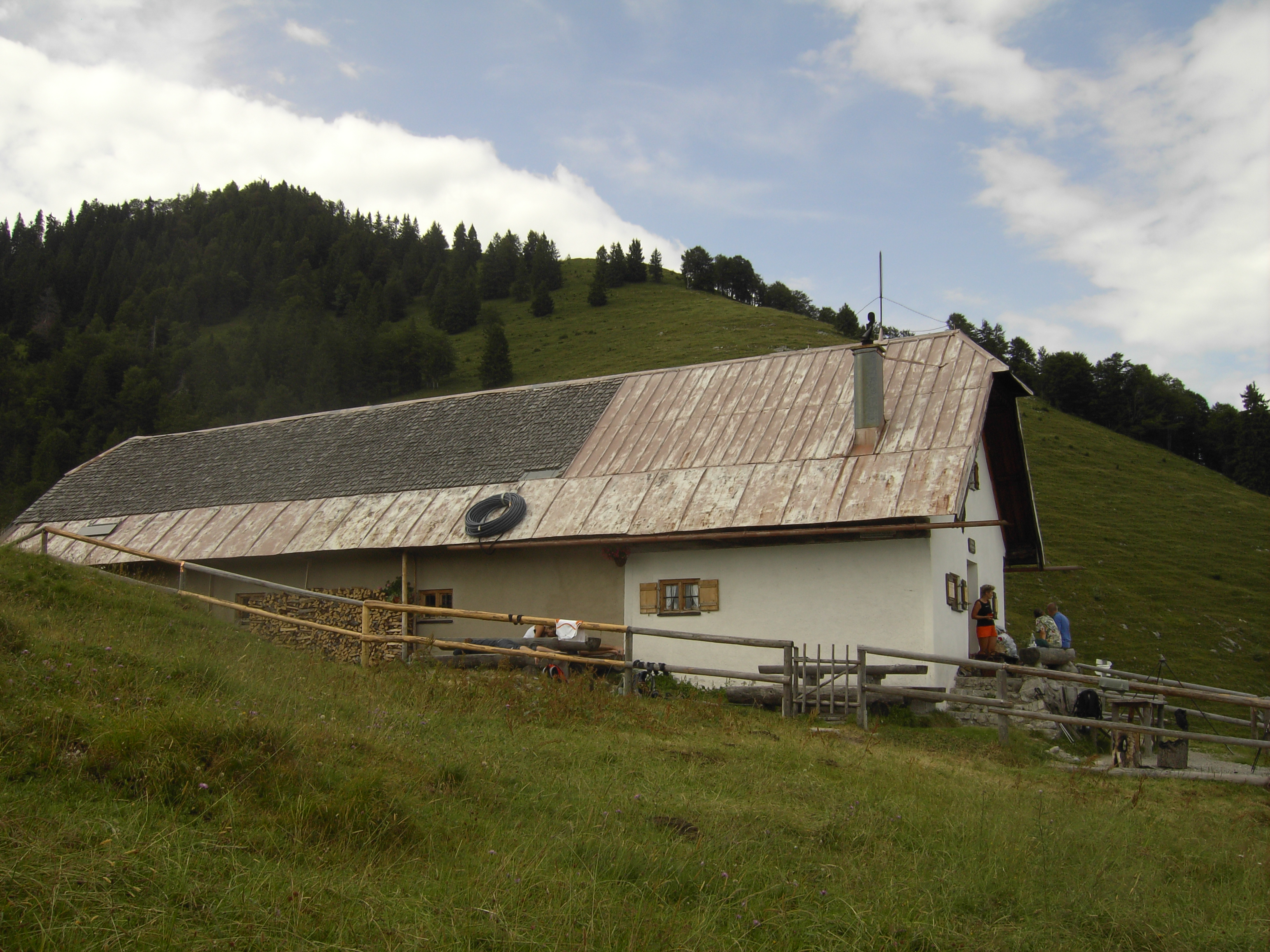
Staffelalm mit Rabenkopf von Süden
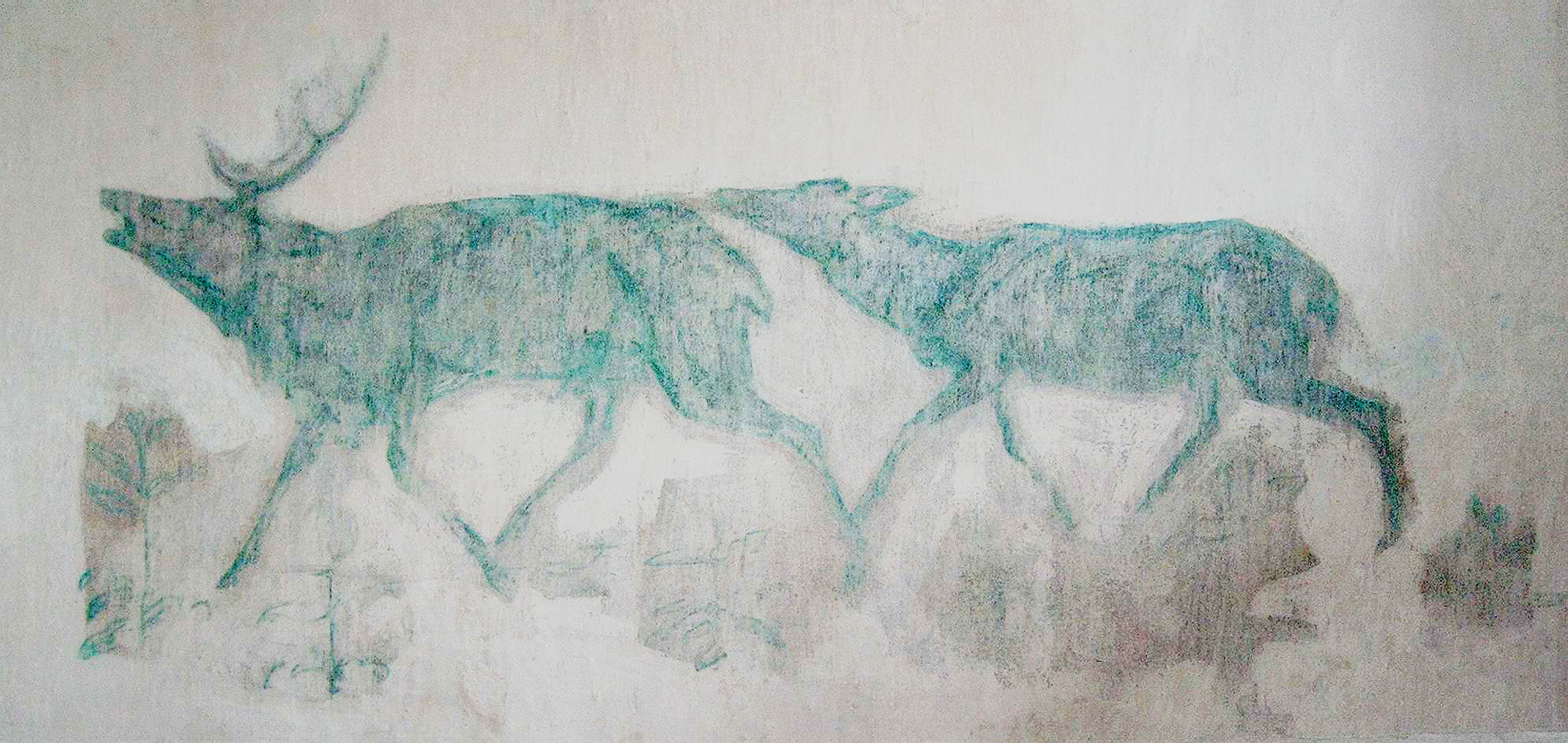
Fresko von Franz Marc auf der Staffelalm aus der Zeit 1904–1908
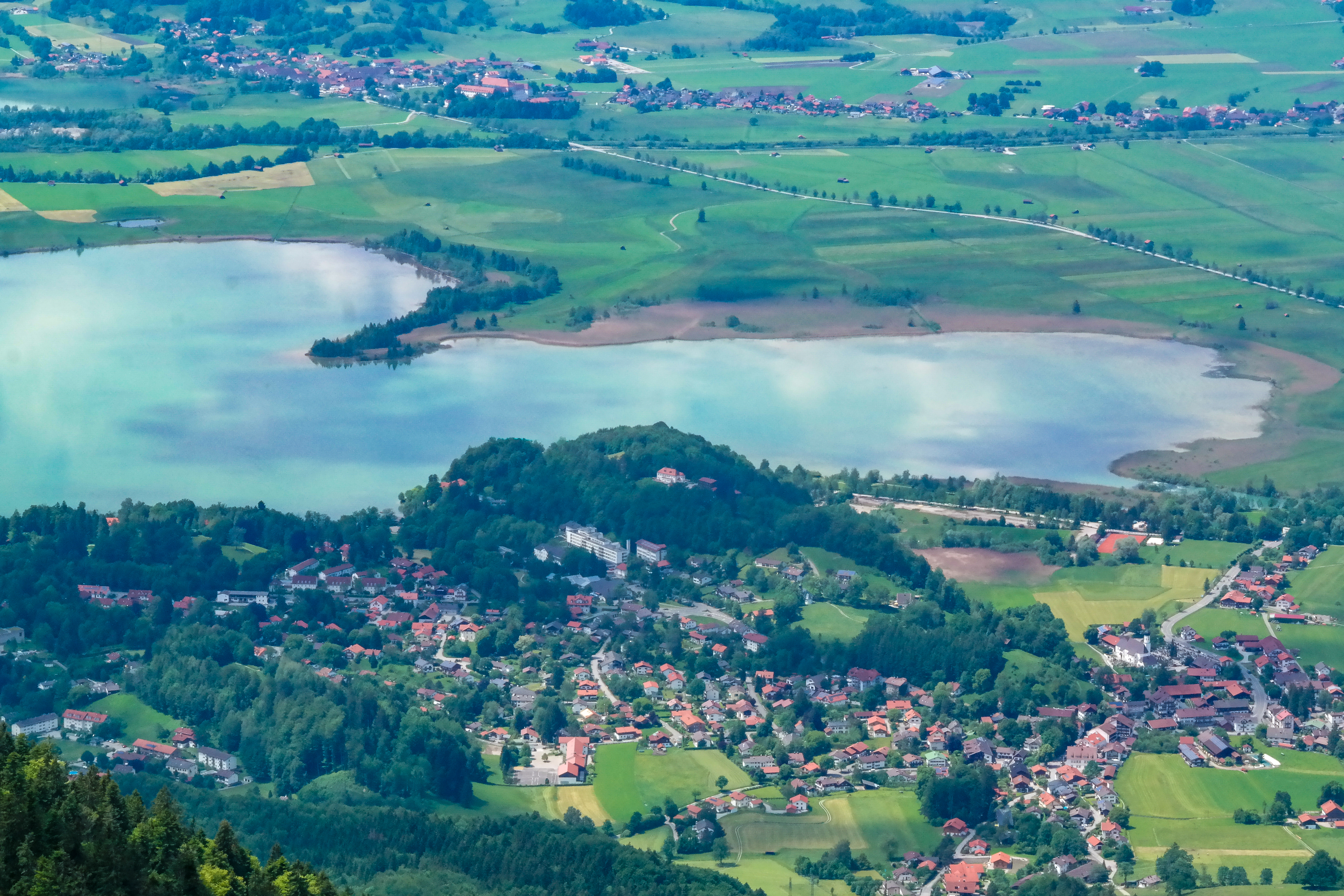
Ausblick vom Rabenkopf auf Kochel mit See